# Chancelade
Chancelade (okzitanisch: Chancelada) ist eine französische Gemeinde mit 4442 Einwohnern (Stand: 1. Januar 2022) im Département Dordogne in der Region Nouvelle-Aquitaine. Sie gehört zum Arrondissement Périgueux und zum Kanton Coulounieix-Chamiers. Die Einwohner heißen Chanceladais und Chanceladaises.

## Geographie
Chancelade liegt am Pilgerweg nach Santiago de Compostela, der Via Lemovicensis, einem der vier historischen „Wege der Jakobspilger in Frankreich“. Die Gemeinde wird von der Beauronne durchflossen, die etwas weiter südlich in die Isle mündet, die zugleich die südwestliche Gemeindegrenze repräsentiert. Umgeben wird Chancelade von den Nachbargemeinden Château-l’Évêque im Nordosten, Périgueux im Südosten, Marsac-sur-l’Isle im Süden, Annesse-et-Beaulieu im Südwesten und La Chapelle-Gonaguet im Nordwesten.

## Bevölkerungsentwicklung
| Jahr      | 1962 | 1968 | 1975 | 1982 | 1990 | 1999 | 2006 | 2018 |
| Einwohner | 1780 | 2002 | 2420 | 3297 | 3718 | 3865 | 4126 | 4257 |

## Sehenswürdigkeiten
- Ehemalige Abtei Notre-Dame von Chancelade, im 12. Jahrhundert gegründet, von den Protestanten im 16. Jahrhundert zerstört und später wieder aufgebaut. Sie ist in verschiedenen Teilen seit 1909 als Monument historique klassifiziert oder eingeschrieben. Zum Areal der Abtei gehören weitere Sakralbauten:
  - Kirche Notre-Dame
  - Kapelle Saint-Jean, seit 1912 als Monument historique klassifiziert
- Abri von Raymonden, in der Jungsteinzeit bewohnt (das gefundene Skelett wurde dem Cro-Magnon-Menschen zugeordnet) und Hort zahlreicher Artefakte, Beispiel frankokantabrischer Höhlenkunst, seit 1926 als Monument historique klassifiziert
- Schloss Reynats und Turm
- sog. Castel Keruel
- Anwesen Chilhaud aux Andrivaux, frühere Kommandantur des Templerordens

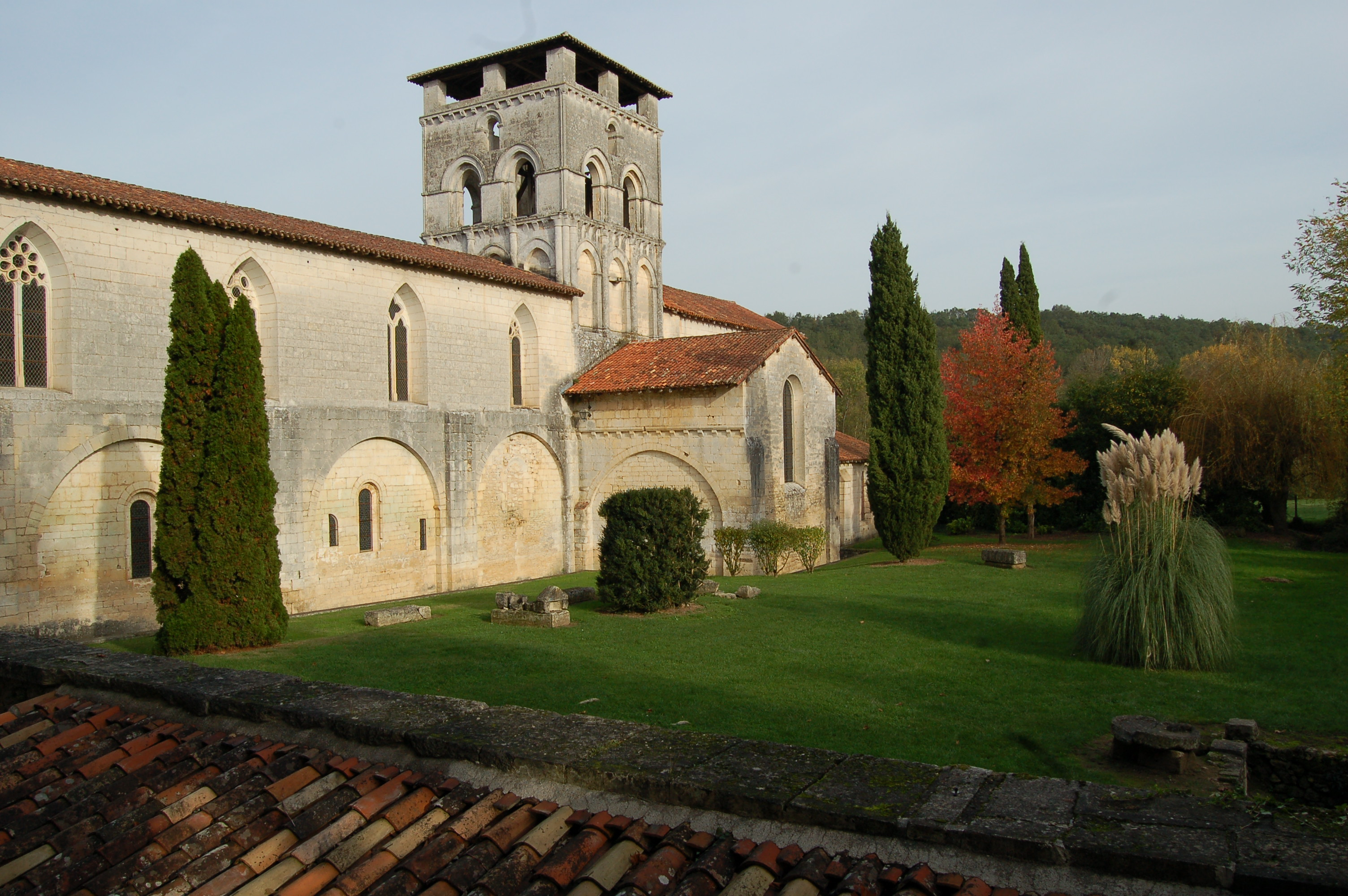
Ehemalige Abtei Notre-Dame
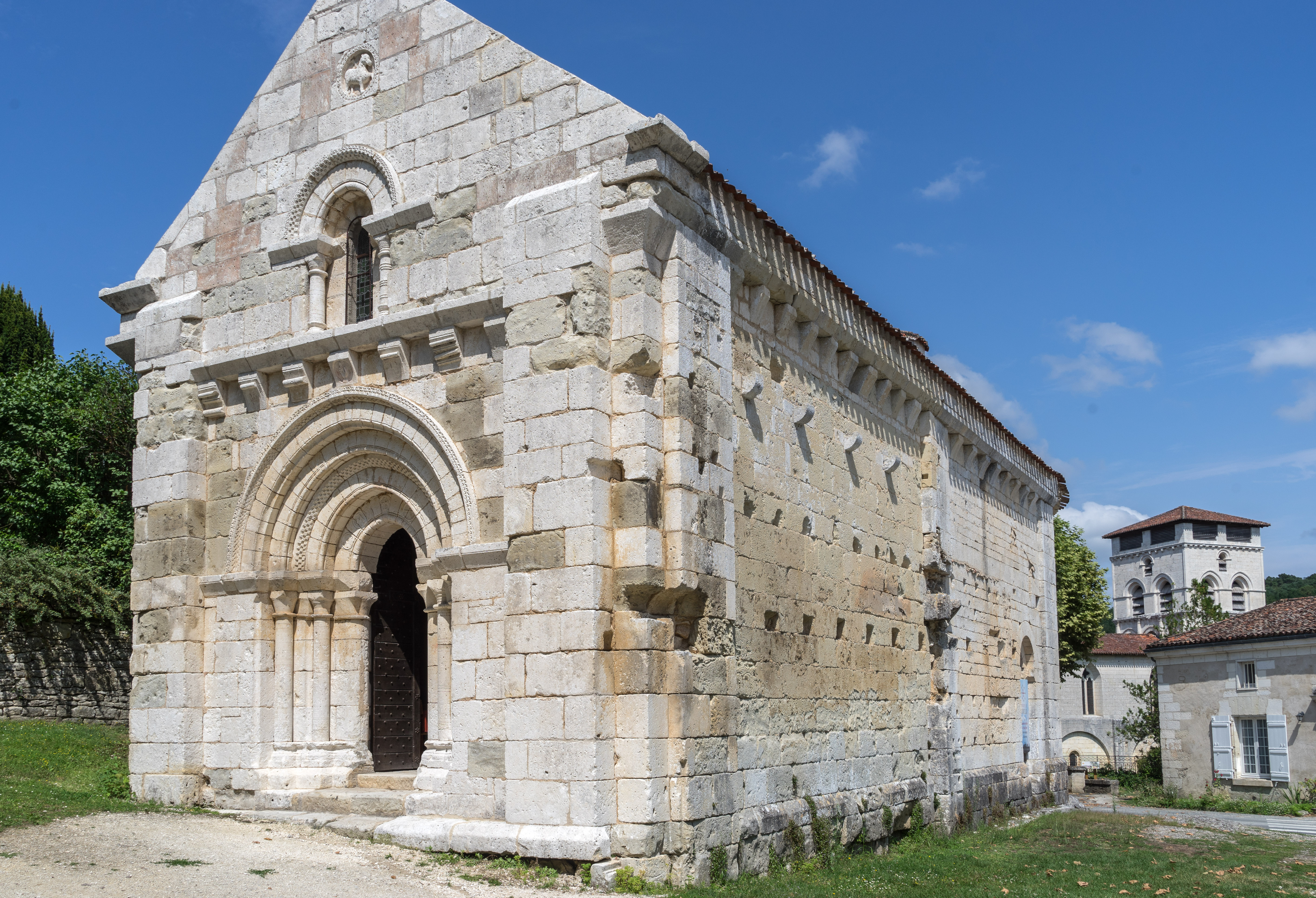
Kapelle Saint-Jean
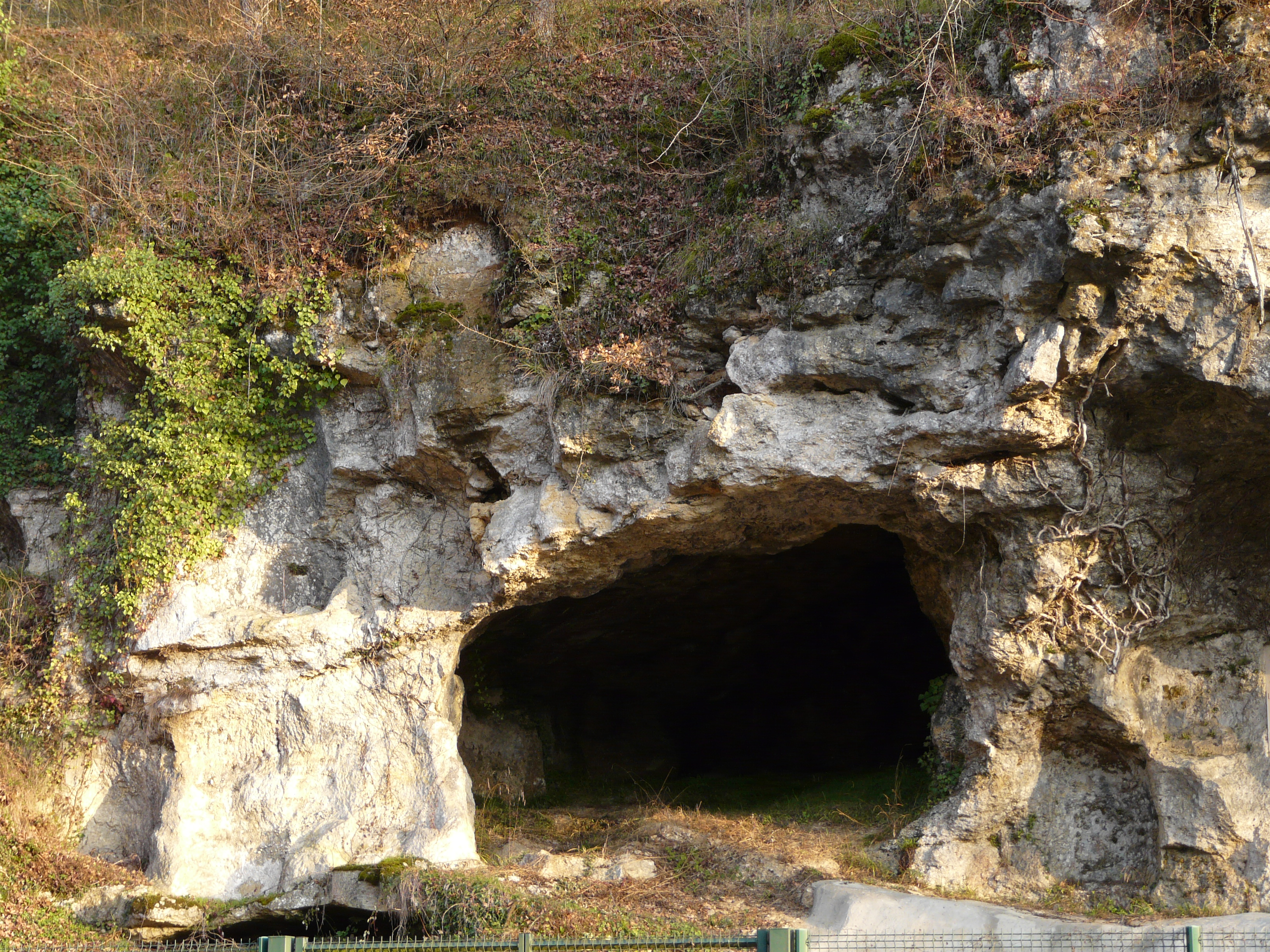
Abri von Raymonden
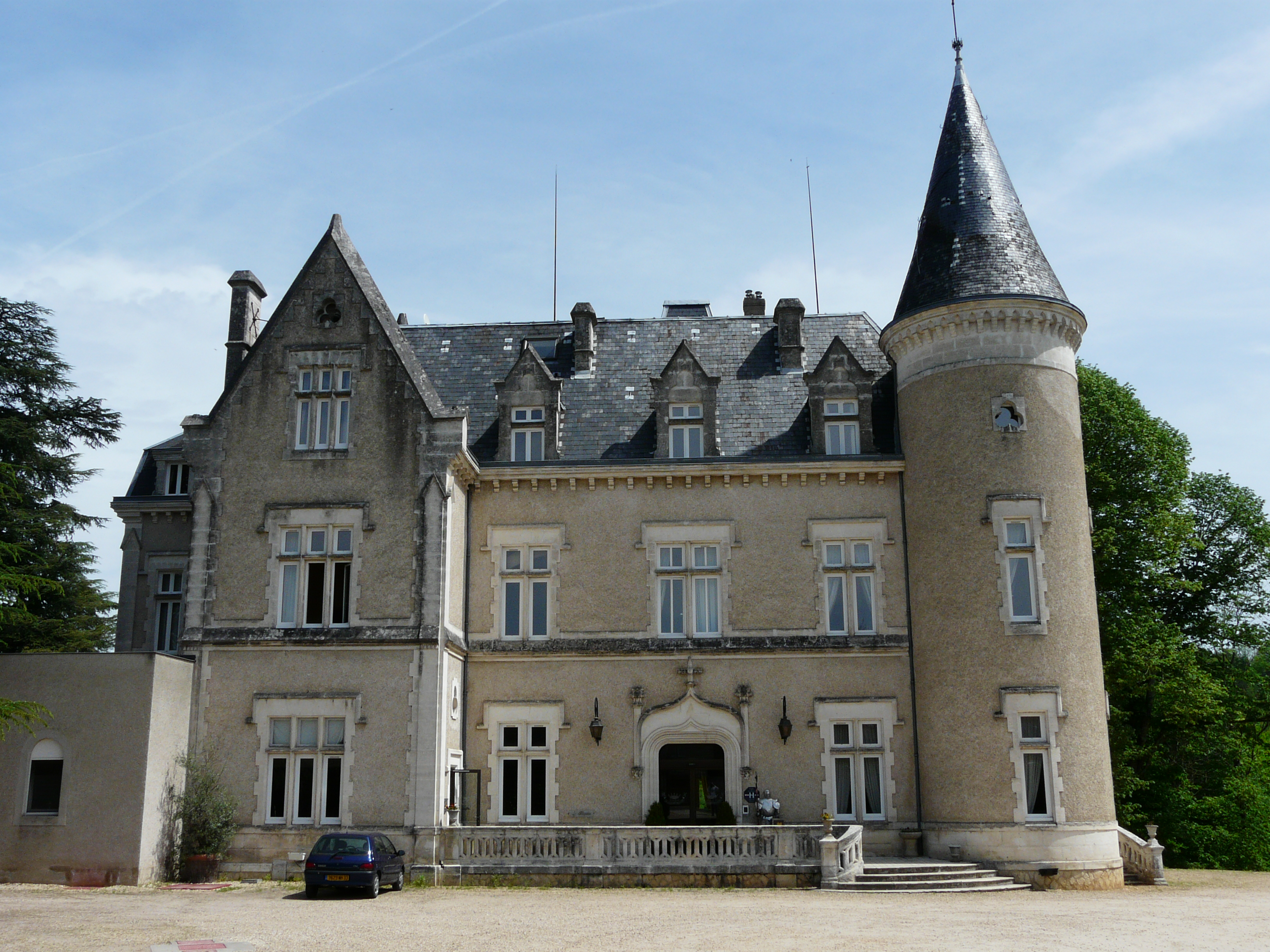
Schloss Reynats
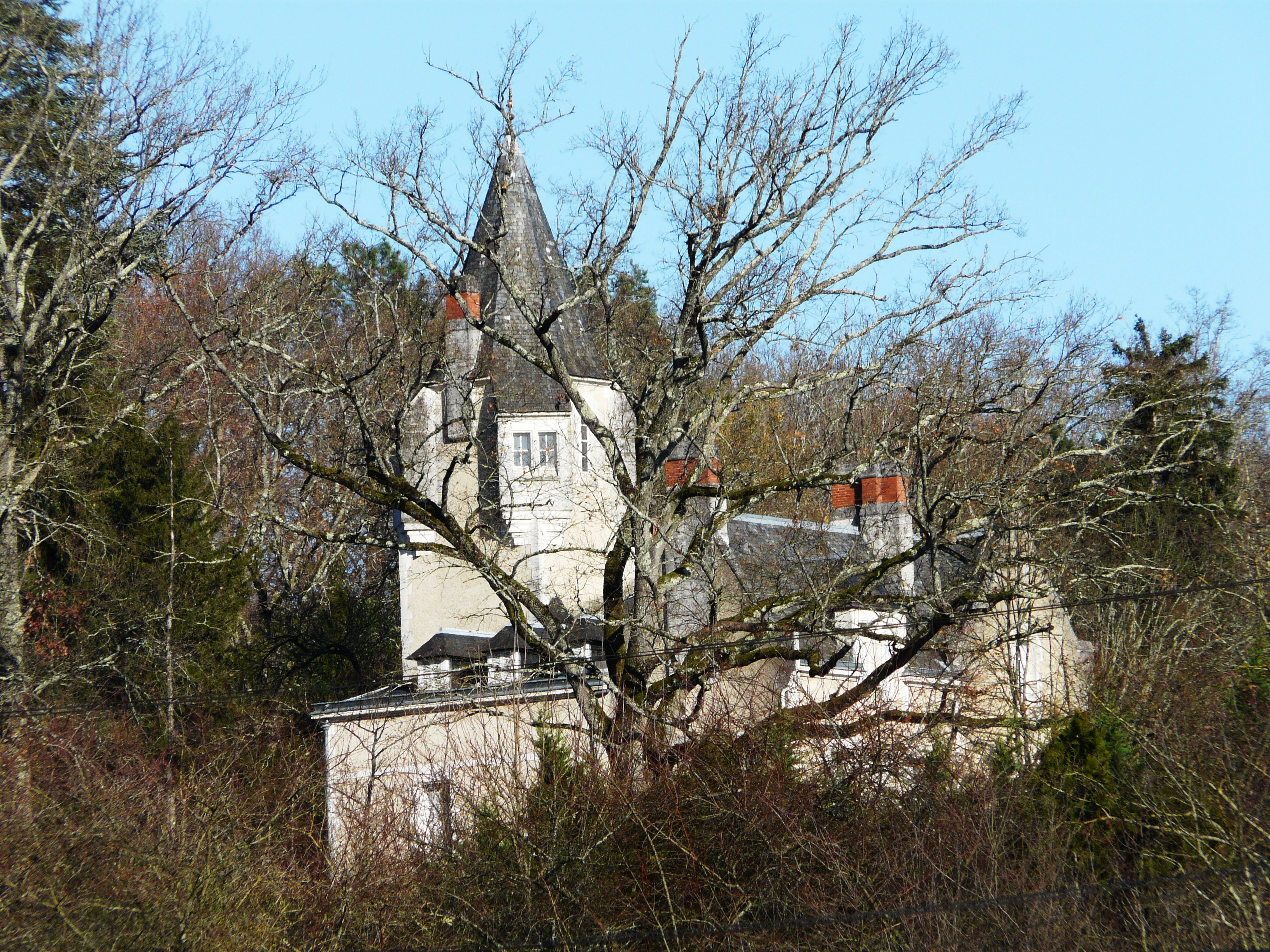
Castel Keruel
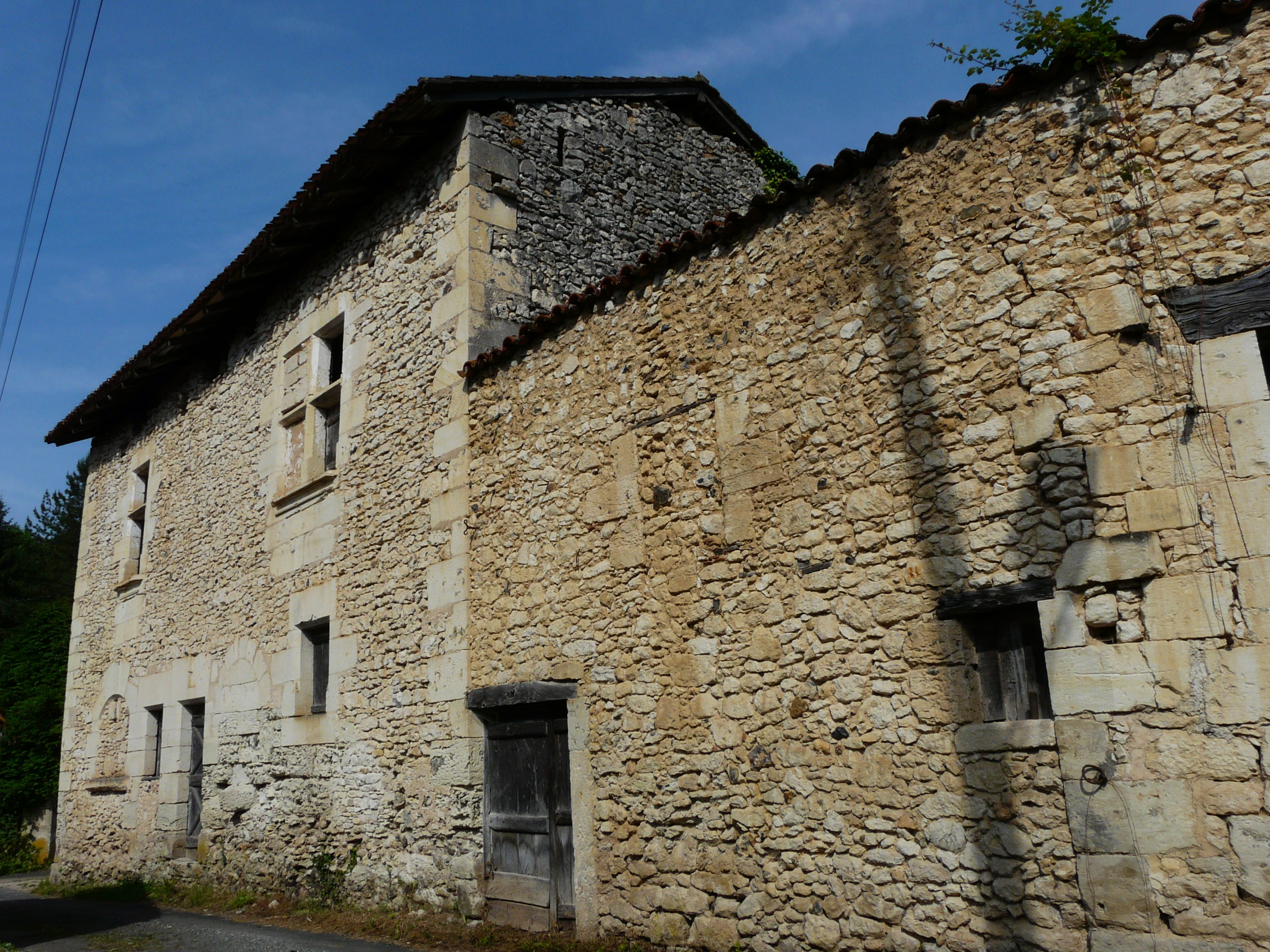
Frühere Templerkommandantur Andrivaux